# 五人の賞金稼ぎ
『五人の賞金稼ぎ』（ごにんのしょうきんかせぎ）は、1969年12月に公開された日本映画。若山富三郎主演の時代劇で、『賞金稼ぎシリーズ』の第2作。
前作に引き続きヨーロッパ圏でも公開されており、ポスターデザインはマカロニウエスタンを彷彿とさせる仕様に

## あらすじ
下野黒羽領榎村の百姓達は領主・大関佐渡守の悪政に耐え兼ね、砦を造り立て籠もった。名主・太左衛門は幕府への直訴を試みるが、幕府が手を打つまでの砦の守備を浪人・別所四郎五郎に相談。別所が挙げた人物はかつて彼が戦った男・錣市兵衛だった。
村の若者・新八は小石川で貧しい者達の医者をしている市兵衛のもとを訪れ、助力を願った。
承諾した市兵衛は仲間達と共に榎村へと向かう。

## スタッフ
- 企画：俊藤浩滋、松平乗道
- 監督：工藤栄一
- 脚本：高田宏治
- 撮影：鈴木重平
- 音楽：津島利章
- 美術：雨森義允
- 録音：東城絹児郎
- 照明：金子凱美
- 編集：神田忠男
- スチール：中山健司

## 出演者
- 錣市兵衛(医者・賞金稼ぎ)：若山富三郎
- 望月弥太郎(新当流抜刀術)：大木実
- 陽炎(伊賀流忍法者)：真山知子
- 鬼塚隼人(龍造寺流棒手裏剣)：北村英三
- 青砥九内(淋病侍・市兵衛に付いて来る):潮健児

＜野洲黒羽領榎村＞
- 榎太左衛門(名主)：嵐寛寿郎
- 別所四郎五郎(黒羽の用心棒侍・市兵衛の旧友)：徳大寺伸
- みゆき(名主のお嬢様・新八の婚約者)：土田早苗
- 新八(百姓・市兵衛に依頼)：石山律
- 冶三郎(高田屋村名主・直訴の途中で捕らえられる)：天津敏
- おもん(未亡人・抱かれたい女)：沢淑子
- 狂った女(亭主が惨殺され気がふれる)：松井康子
- 茂平：藤長照夫
- 義助(民の埋葬を頼まれる)：寺内文夫
- 庄作：遠山金次郎
- 熊蔵：秋山勝俊

＜榎村の用心棒＞
- 朝海十蔵(芸州浪人・城の内通者)：林彰太郎
- 岩下甚内(芸州浪人・ガラの悪い)：関山耕司
- 桜井源八：志賀勝

＜黒羽領大名＞
- 大関佐渡守(領主)：小池朝雄
- 芝池主水(家老・切れ者)：中谷一郎
- 秋葉伊織之介(家老側近・那須ラッパ雇い主)：楠本健二
- 小沼蔵人(家老側近)：高並功
- 堂崎意休(近習頭・百姓への警告)：鈴木金哉

＜那須ラッパ(忍者)＞
- 那須音平(頭目・片目)：伊吹吾郎
- 比津留源造(手下)：宍戸大全
- 白河小笹(手下)：福本清三

＜その他＞
- チエ(市兵衛の助手・看護)：岩村百合子
- 遠藤和泉(公儀巡察士)：中村錦司

## 製作

### 企画
本作は「賞金稼ぎシリーズ」第二弾であるが、当初は1969年10月に岡田茂東映映画本部長が東映に引き抜いた伊吹吾郎と若山富三郎ともう一人を組ませて『三人の賞金稼ぎ』として製作を予定していた。伊吹は日本テレビの時代劇『無用ノ介』を観た岡田が、東映での時代劇復活を視野に入れて引っ張ったものであった。時代劇は映画会社に敬遠され、1960年代後半には消滅寸前だったが、1968年11月に公開された『祇園祭』以降、三船プロの『風林火山』や、テレビ局による映画製作第1号といわれる『御用金』などの大ヒットが続き、テレビの時代劇ブームも続き、時代劇復興の声が高まっていた。しかし岡田茂は「時代劇はカネがかかる割りに当たらない」などと、東映の時代劇を終了させた張本人だけに、慎重で「現在の時代劇ブームの現象は本格化したものではないと見る。もう少し今のブームの流れを見極めたい。軽はずみにお先棒を担いで手酷いケガをしたくないからね」などと話し、本作の成否を見て、高倉健を起用した時代劇製作も考えたいと話した。

## ロケ地
- 京都府城陽市の陸上自衛隊長池演習場[6]。

## 同時上映
- 『代貸』（再映、主演：梅宮辰夫／監督：佐伯清）が、丸の内東映、新宿東映、渋谷TOEIなどで[7]、『ギャング対Gメン』（再映、主演：鶴田浩二／監督：深作欣二）が、池袋東映、上野東映、中野東映などで本作『五人の賞金稼ぎ』と別々の組合せで公開された[7][8]。その他、『日本ダービー 勝負』のプロトタイプと見られる[9]『㊙競馬ムービー情報』というニュース映画のような12分の大川慶次郎解説による秋の天皇賞と有馬記念の競馬予想番組を、これらの公開期間中の1969年11月28日夜からと1969年12月19日夜から12月21日朝まで、映画の合間に流した[7][9][10][11]。